# Sophora toromiro
Sophora toromiro là một loài thực vật có hoa trong họ Đậu. Loài này được Skottsb. miêu tả khoa học đầu tiên.

## Hình ảnh

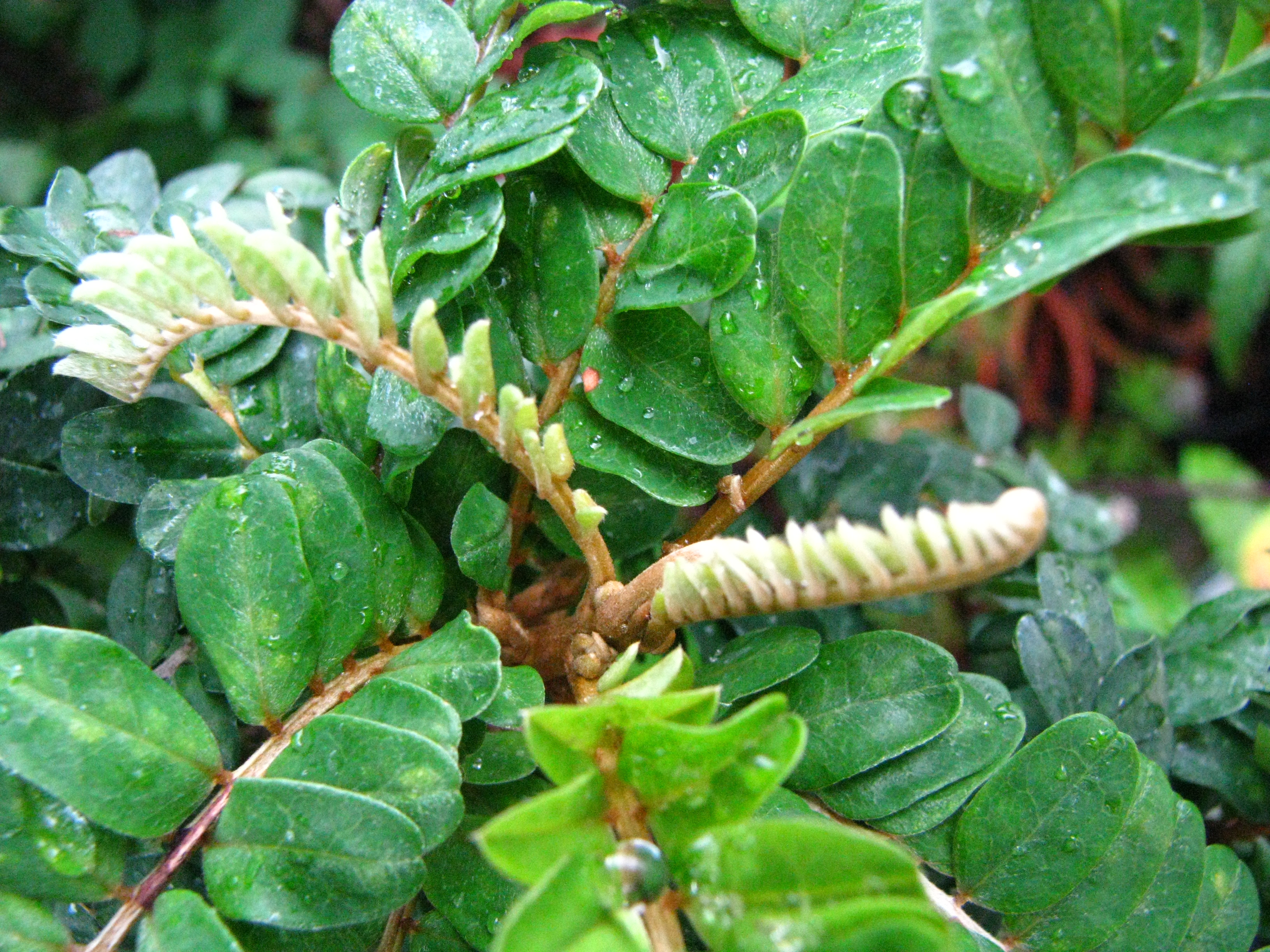
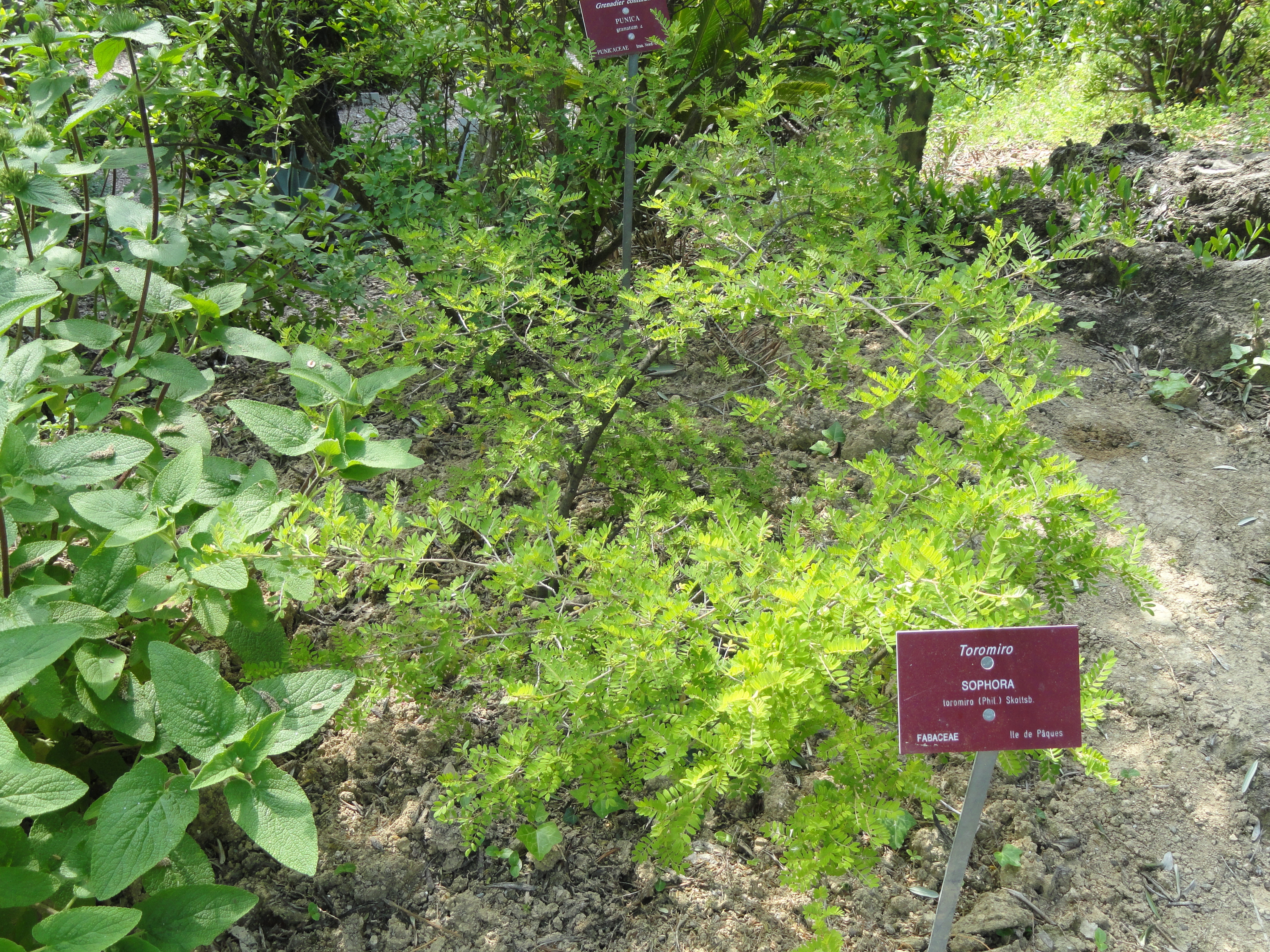
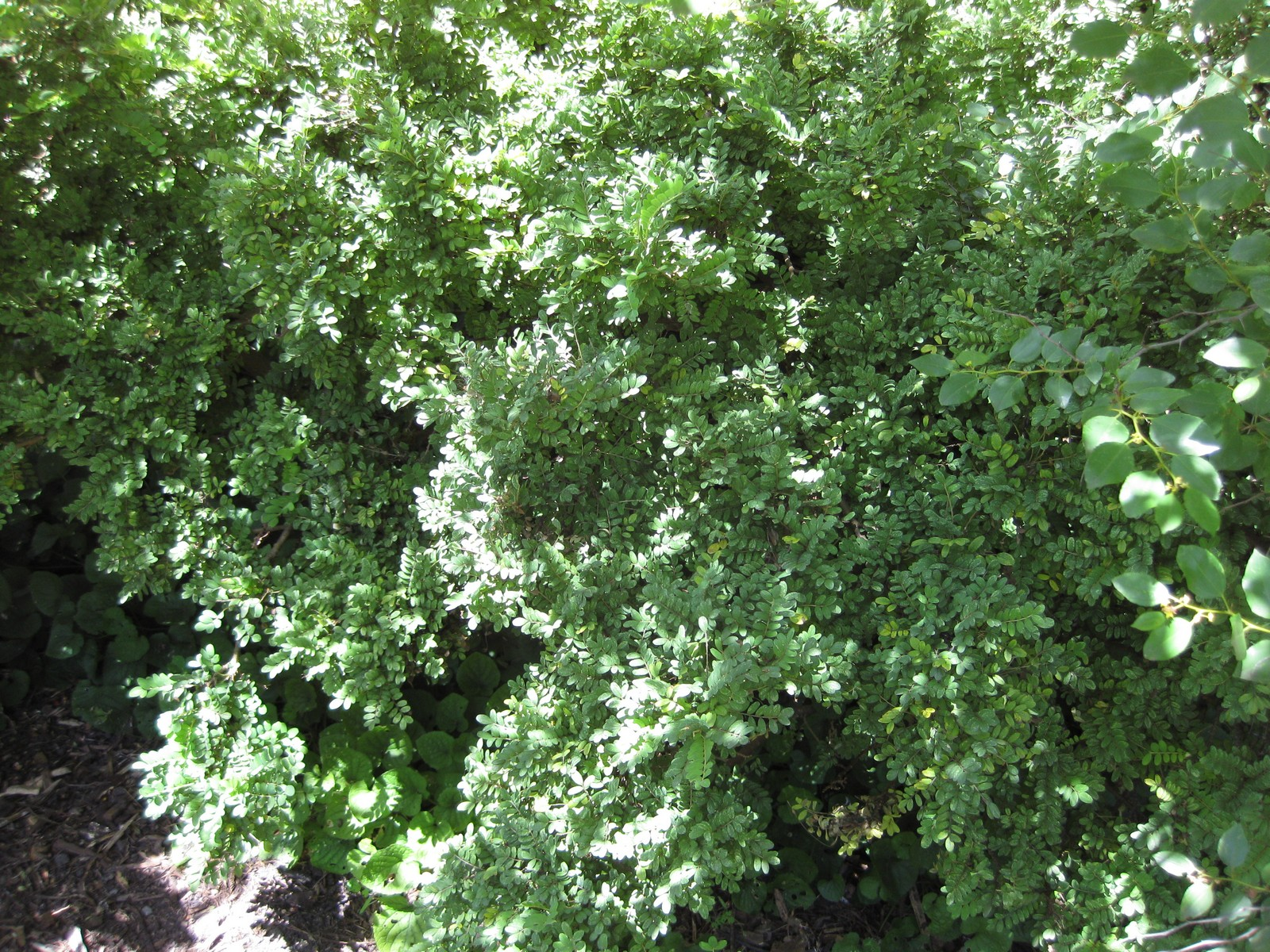
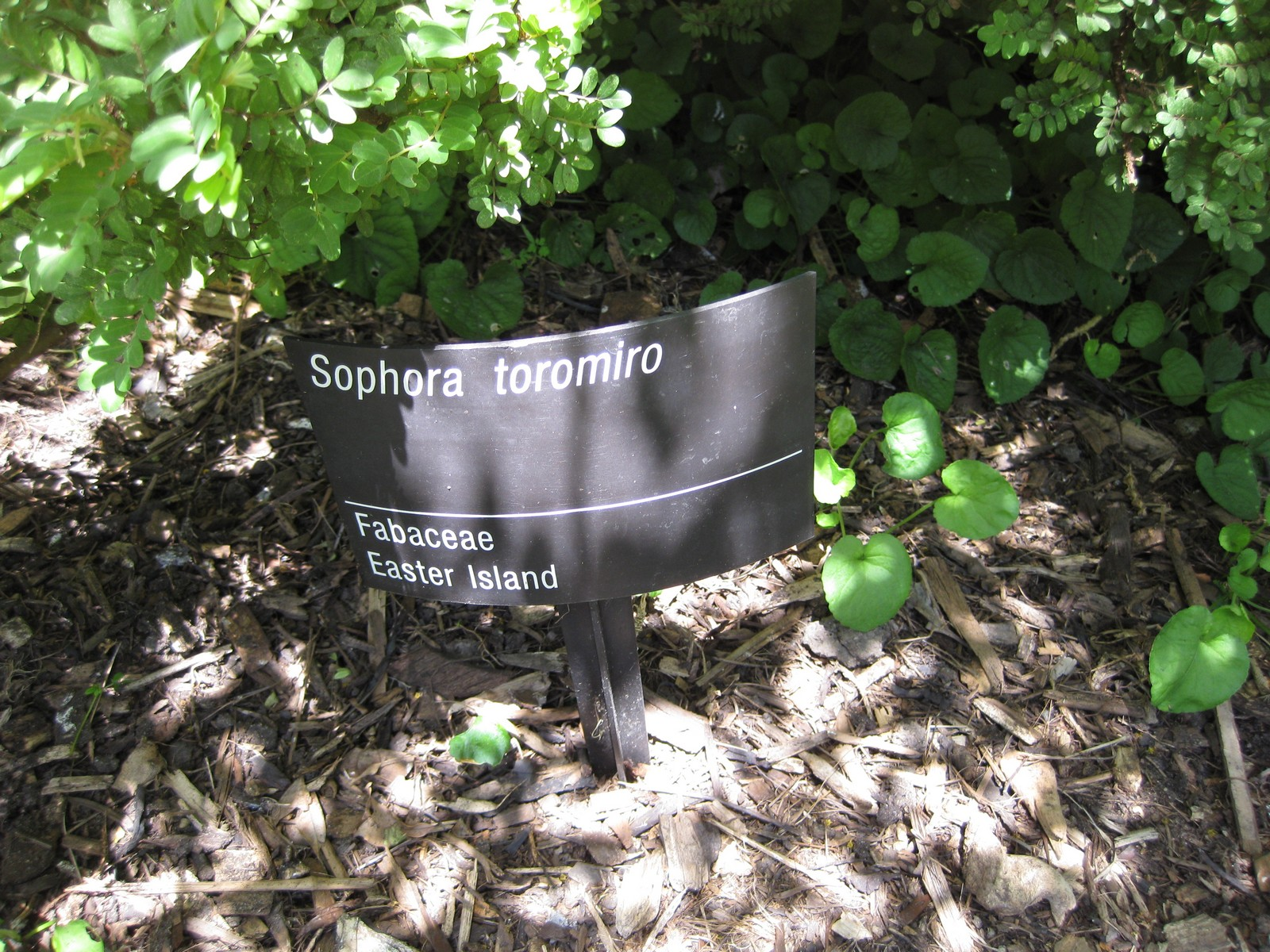